# سسک نیزار کوهسار
سسک نیزار کوهسار (نام علمی: Bradypterus centralis) گونه‌ای از سسکان جهان قدیم از خانواده سسکان ملخی است که در بوروندی، جمهوری دموکراتیک کنگو، کنیا، رواندا و اوگاندا یافت می‌شود.